# Fawzia-Latifa Egyptská
Fawzia-Latifa Egyptská (* 12. února 1982, Monte Carlo) je egyptská princezna dcera posledního egyptského krále Fuada II. a jeho ženy, Fadily, rozené Dominique-France Picard.